# Sangen-Jaya
Sangen-Jaya (三軒茶屋) est l'un des quartiers de l'arrondissement de Setagaya (世田谷区, Setagaya-ku), situé à l'ouest de Tokyo. Il est surnommé Sancha (三茶).
Sangen-Jaya est décrit comme un quartier commerçant, accueillant de nombreux bars, cafés et restaurants.

## Toponymie
Le nom du quartier se compose de trois (三軒, sangen) et maison de thé (茶屋, chaya). Il fait référence aux maisons de thé Tanayaka, Shigaraki et Kadoya qui y étaient autrefois situées.

## Histoire
Selon le professeur émérite Yasuhiko Mori de l'Institut national de littérature japonaise (en), le nom et la réputation de Sangen-Jaya remonteraient à la moitié du XVIIIe siècle. À cette époque, près de 200 000 pèlerins visitent chaque année le sanctuaire d'Oyama Afuri. Le voyage d'Edo à Isehara prend plusieurs jours et fait notamment étape dans le quartier, convenablement situé à l'intersection de trois routes, et dont les maisons de thé font office de lieu de repos pour les marcheurs.

## Transport
Sangen-Jaya dispose de sa propre gare et est desservi par la ligne de train Den-en-toshi et la ligne de métro léger Setagaya, toutes deux opérées par Tokyu.